# Riversleigh
Riversleigh, au Nord-Ouest du Queensland, en Australie, est un site fossilifère de plus de 100 km2 de superficie contenant des restes d'anciens animaux notamment mammifères datant de l'Oligocène et du Miocène. Inscrit à la liste du patrimoine mondial de l'Humanité en 1994, la réserve est située à proximité du parc national Boodjamulla.
Riversleigh est un site fossilifère exceptionnel au niveau mondial tant dans sa richesse biologique que dans sa conservation des taxons, en termes d'évolution et de continuité de la faune et des habitats. La richesse de la faune fossile de Riversleigh a modifié notre compréhension de la diversité des vertébrés australiens du milieu du Cénozoïque. Plusieurs centaines de nouvelles espèces ont été décrites à partir de milliers de spécimens bien conservés. Ces faunes tertiaires comprennent les formes ancestrales des kangourous, rats kangourous, wombats, bandicoots, taupes marsupial, thylacines, koalas, opossums et opossums pygmées, chauves-souris, rongeurs, ornithorynques, etc. et des taxons de lignées éteintes. En plus des mammifères, les sites fossilifères livrent les restes de crocodiles, serpents, lézards, tortues, grenouilles, oiseaux, escargots, insectes et autres invertébrés.
En plus des quelque 259 sites répertoriés, de nouveaux sont attendus.
Par ailleurs, le site comporte un grand nombre de traces archéologiques d'occupation aborigène, en particulier à proximité des rivières. Le site de Riversleigh est en marge sud-ouest du territoire du clan Waanyi.

## Le contexte géologique
Les fossiles de Riversleigh sont enchâssés dans du calcaire trouvé dans des étangs ou des cavernes d'une région dont l'écosystème a évolué d'une forêt humide à une prairie semi-désertique.  

## Le contexte tectonique et paléoclimatique
Au début du Miocène (23,3 -16.3 millions d'années), la masse continentale du Sud du Gondwana se sépare du reste. L'Australie séparée de l'Antarctique et de l'Amérique du Sud dérive vers le nord avec les îles de la Nouvelle-Guinée (Cf. tectonique des plaques). Le climat est chaud et humide. La forêt pluviale domine les paysages (la richesse en biodiversité pourrait se comparer à celle de Bornéo ou de l'Amazonie actuelle).
La fin du Miocène (10 - 4,5 millions d'années) est sèche à l'échelle mondiale et se refroidit. La glace s'accumule rapidement aux pôles, en conséquence le niveau moyen des océans diminue et, les précipitations également. L'Australie est alors isolée des autres masses continentales mais juste en connexion avec des groupes d'îles du Sud-Est asiatique, elle assèche en raison de la progression de l'inlandsis antarctique. Les forêts tropicales se retirèrent au profit de forêts sèches plus ouvertes et de formations buissonnantes.

## Principaux fossiles trouvés à Riversleigh
Le crâne et la denture presque complète d'un monotrème vieux de quelque quinze millions d'années : Obdurodon dicksoni, permettant d'entrevoir l'évolution de ce groupe si caractéristique de la faune australienne. 

### Mammifères
- Thylacine ressemblait à un chien marsupial dont le dernier représentant, le Tigre de Tasmanie (Thylacinus cynocephalus) s'est éteint dans les années 1930. Il  a été le plus grand mammifère carnivore d'Australie. À la fin du Miocène, Thylacinus potens, était un des plus importants des Thylacines. Les restes fossiles de Thylacinus potens[1]  étaient seulement constitués d'une mâchoire supérieure à Alccota station où T. megiriani était également présent.  Avant la découverte des  fossiles de Riversleigh[2], il n'y avait ainsi qu'une seule espèce thylacine tertiaire connue pour l'Oligo-Miocène[3].

D'autres formes ancestrales de marsupiaux ont été répertoriées à Riversleigh comme les taupes, bandicoot, lions marsupiaux, koala, wombat, kangourou et opossums. Des mammifères placentaires y sont représentés par plus de 35 espèces de chauves-souris. Ce qui en fait le site le plus riche au monde pour ce taxon.
- Yalkaparidon dont le nom signifie qu'il a un crâne et des dents complètement différents de tout marsupial connu. Il définit sa propre famille.
- Ekaltadeta, un rat-kangourou géant carnivore.
- Fangaroo un petit kangourou herbivore pourvu d'énormes canines, peut-être utiles pour se défendre des attaques du rat-kangourou géant et carnivore, Ekaltadeta.
- Silvabestius, un wombat géant.
- Wakaleo, un  genre de carnivore marsupial.
- Priscileo, un autre genre de carnivore marsupial.
- Burramys, le possum nain des montagnes.
- Paljara, un petit possum laineux à queue en anneau.
- Nimbacinus, un ancêtre du loup de Tasmanie.
- Obdurodon  dicksoni, un ornithorynque géant qui contrairement aux Platypus modernes, avait des dents comme ses ancêtres du Crétacé.
- Brachipposideros, une ancienne chauve-souris.
- Nimiokoala, un ancien koala.
- Yarala, un bandicoot à nez long.

### Oiseaux
- Pengana, un oiseau de proie.
- Cockatoo un oiseau récemment découvert (février 2007).
- Menura tyawanoides, un oiseau-lyre préhistorique.
- Le plus vieux fossile de la famille des Orthonychidae.

### Reptiles
- Baru, le mot baru en langue aborigène signifie l'ancêtre crocodile. L'espèce Baru darrowi date du milieu du Miocène dans le Territoire du Nord (c'est le plus gros, il atteint 4-5 m de long aussi gros que les crocodiles d'eau salée actuels), deux autres espèces B. huberi et B.  wickeni datant de la fin de l'Oligocène sont présentes dans les dépôts fossilifères du Queensland. Baru était sans doute un prédateur semi-aquatique des berges de milieux forestiers qui se nourrissait entre autres de kangourous archaïques

Le genre Baru se situe à la base de la lignée de la tribu Mekosuchini, qui comprend Trilophosuchus (un petit crocodile de Riversleigh), Quinkana (Pliocène-Pléistocène australien), Volia (Pléistocène de Fidji) et Mekosuchus (Australie et Nouvelle-Calédonie). Les espèces de Baru (B. wickeni et B. huberi) sont étroitement liées et connues dans les couches de l'Oligocène-Miocène du Nord et du Centre de l'Australie  .
- Trilophosuchus, un crocodile arboricole (un crocodile qui se laissait tomber des arbres pour attraper ses proies[5]).
- Montypythonoides (=Morelia), un  python.
- Yurlungur, Nanowana et Wonambi, des serpents de la famille disparue des Madtsoiidae. Le serpent mythique Yurlunggur a donné son nom au Yurlunggur camfieldensis ayant vécu de la fin de l'Oligocène-Miocène au Pléistocène [6]. Le site de référence est Bullock Creek[7].